# Blue Suede Shoes
Singles de Carl Perkins
Gone, Gone, Gone
(1955) Tennessee
(1956)
Blue Suede Shoes est une chanson écrite et enregistrée par Carl Perkins en 1955 et éditée par Sun Records. Ce titre, devenu un standard du rock 'n' roll, est un des premiers enregistrements de rockabilly. Il est le premier morceau intégrant des éléments de blues, de country et de pop à s'être classé à la fois dans les trois classements des meilleures ventes de pop, R'n'B et country.
La reprise d'Elvis Presley l'année suivante, en fait un succès international.

## Historique
Carl Perkins raconte que les paroles de la chanson lui ont été inspirées par une scène qu'il a vue dans un bal où un danseur ne voulait pas que sa cavalière marche sur ses chaussures en daim bleu (don't step on my blue suede shoes). Les paroles d'introduction « One for the money, Two for the show, Three get ready, Now go, cat, go » sont un emprunt à la chanson What'cha Gonna Do de Bill Haley and his Comets, parue un an plus tôt en face B de Crazy Man, Crazy.
Enregistrée le 19 décembre 1955 à Memphis, la chanson paraît en 45 tours le 1er janvier 1956. Elle se classe à la première place des charts country et R&B, et 2e du classement tous publics en avril.
En 2003, elle est classée 95e plus grande chanson de tous les temps par le magazine Rolling Stone.

## Reprises
Ce morceau a été repris par de nombreux artistes. L'interprétation la plus célèbre est sans doute celle d'Elvis Presley, parue sur son premier album en mars 1956 et éditée en single le 8 décembre 1956, qui en fait un de ses plus grands succès. En 2003, cette version a été classée 423e plus grande chanson de tous les temps par le magazine Rolling Stone, ce qui en fait une des trois chansons qui apparaissent deux fois dans cette liste prestigieuse.
Les Beatles ont enregistré une prestation informelle de cette chanson le 26 janvier 1969 dont un extrait a été intégré à un pot-pourri intitulé Medley : Rip It Up / Shake, Rattle and Roll / Blue Suede Shoes et publié dans leur album Anthology 3 en 1996. De plus, le 13 septembre de la même année, John Lennon joue cette chanson sur scène avec le Plastic Ono Band (comprenant, entre autres, Eric Clapton) qui sera publiée sur l'album Live Peace in Toronto 1969. En 1996, ce même enregistrement sera inclus sur le disque Go Cat Go! de Carl Perkins. On entend aussi sur ce disque hommage, chantant en duo avec le musicien américain, George Harrison sur la chanson Distance Makes No Difference with Love, Ringo Starr sur Honey Don't et Paul McCartney sur My Old Friend. Sur ce même disque, on entend une seconde version live de Blue Suede Shoes, enregistrée par Jimi Hendrix à Berkeley en 1970.
Elle fut également jouée par : Roy Brown, Buddy Holly, Eddie Cochran, Bill Haley, Jerry Lee Lewis, Cliff Richard, Vince Taylor, Johnny Cash, Hasil Adkins, Motörhead, Black Sabbath, Uriah Heep (Live 1973), The Stray Cats, The Toy Dolls (1983), Helloween, The Waterboys, John Fogerty, The Residents, Albert Lee et Scotty Moore (2005), Louis Bertignac, Pat Boone... (la liste n'est pas exhaustive)
Le groupe Mountain l'a chantée au festival de Woodstock, où Ten Years After l'inclut également au cœur de la chanson I'm Going Home.
Johnny Hallyday l'interprète régulièrement sur scène, (Live at the Palais des sports (1971), Rester Vivant Tour (2016), à titres d'exemples. Il l'enregistre en duo avec Carl Perkins en 1984, (Spécial Enfants du rock, l'album comprend également, toujours en duo, la face B du single Honey Don't). Il la reprend également dans une version studio en 2001, sur l'album collectif Good Rockin' Tonight The Legacy of Sun Records, réalisé en hommage au célèbre studio de Memphis. On la trouve intégrée dans un medley sur l'album 20 ans : Eddy Mitchell Olympia.

## Utilisation dans d'autres œuvres
- 1984 : Man on the Moon de Miloš Forman
- 1985 : À nous les garçons de Michel Lang
- 2012 : Battleship de Peter Berg